# Olivier Assayas
Olivier Assayas (Paris, 25 de janeiro de 1955) é um cineasta e roteirista francês.

## Filmografia parcial
- 1986 : Désordre
- 1989 : L'Enfant de l'hiver
- 1991 : Paris s'éveille
- 1993 : Une nouvelle vie
- 1994 : L'Eau froide
- 1996 : Irma Vep
- 1998 : Fin août, début septembre
- 2000 : Les Destinées sentimentales
- 2002 : Demonlover
- 2004 : Clean
- 2007 : Boarding Gate
- 2008 : L'Heure d'été
- 2010 : Carlos
- 2012 : Après mai
- 2014: Clouds of Sils Maria
- 2016: Personal Shopper
- 2017: D'après une histoire vraie
- 2018: Doubles Vies
- 2019: Wasp Network